# Drugtxu
El drugtxu (també hbrugtxu, zhugtxu) és una llengua tibetobirmana de Gansu parlada per uns pocs centenars de persones.